# Nik Kershaw
Nicholas David Kershaw, conhecido artisticamente como Nik Kershaw (Bristol, 1 de março de 1958)   é um cantor e compositor inglês.

## Discografia

### Álbuns
- 1984: Human Racing
- 1984: The Riddle
- 1986: Radio Musicola
- 1989: The Works
- 1991: The Collection
- 1991: Wouldn't It Be Good
- 1993: The Best of Nik Kershaw
- 1999: 15 Minutes
- 2000: The Essential
- 2001: To Be Frank
- 2005: Then and Now
- 2006: You've Got To Laugh
- 2010: No Frills
- 2012: Ei8ht

### Singles
- 1983: "I Won't Let the Sun Go Down on Me"
- 1984: "Wouldn't It Be Good"
- 1984: "Dancing Girls"
- 1984: "I Won't Let The Sun Go Down On Me" (reedição)
- 1984: "Human Racing"
- 1984: "The Riddle"
- 1985: "Wide Boy"
- 1985: "Don Quixote"
- 1985: "When A Heart Beats"
- 1986: "Nobody Knows"
- 1986: "Radio Musicola"
- 1989: "One Step Ahead"
- 1989: "Elisabeth's Eyes"
- 1999: "Somebody Loves You"
- 1999: "Sometimes" (Les Rythmes Digitales feat. Nik Kershaw)
- 1999: "What Do You Think Of It So Far?"
- 2001: "Wounded"